# Subhas Chandra Bose
Subhas Chandra Bose (23 tháng 1 năm 1897 – 18 tháng 8 năm 1945) là một người của phong trào độc lập của Ấn Độ, chủ nghĩa dân tộc Ấn Độ có chủ nghĩa yêu nước thách thức khiến ông trở thành một anh hùng ở Ấn Độ, nhưng với nỗ lực của Thế chiến II để thoát khỏi Ấn Độ của Vương quốc Anh với sự trợ giúp của Đức Quốc xã và Đế quốc Nhật Bản đã để lại một di sản khó khăn. Danh xưng Netaji (tiếng Hindi: "Lãnh đạo"), lần đầu tiên được áp dụng vào đầu năm 1942 cho Bose ở Đức bởi binh lính Ấn Độ phục vụ trong quân đội Đức Quốc xã, Và bởi các quan chức Đức và Ấn Độ tại Cục Đặc biệt Ấn Độ ở Berlin, sau đó được sử dụng trên khắp Ấn Độ.
Bose đã từng là lãnh đạo của nhóm trẻ hơn, cấp tiến của Quốc Đại Ấn Độ vào cuối những năm 1920 và 1930, và trở thành Tổng thống Quốc hội năm 1938 và 1939. Tuy nhiên, ông đã bị lật đổ khỏi các vị trí lãnh đạo Quốc Đại vào năm 1939 do những khác biệt với Mahatma Gandhi và Quốc đại mà ông chỉ huy.Sau đó ông bị chính quyền Anh quản thúc tại gia trước khi thoát khỏi Ấn Độ vào năm 1940.
Bose đến Đức vào tháng 4 năm 1941, nơi mà lãnh đạo đã đưa ra một sự thông cảm bất ngờ, đôi khi vô cảm, vì sự độc lập của Ấn Độ, trái ngược với thái độ của nó đối với các dân tộc thuộc địa khác và các cộng đồng sắc tộc. Vào tháng 11 năm 1941, với quỹ của Đức, một Trung tâm Tự do Ấn Độ đã được thành lập ở Berlin, và ngay sau đó là Đài phát thanh Ấn Độ Tự do, trong đó Bose phát sóng hàng đêm. Một Legion Ấn Độ Tự do 3,000 sức mạnh, bao gồm người Ấn Độ bị bắt giữ bởi Afrika Korps của Erwin Rommel, cũng được thành lập để hỗ trợ cho một cuộc xâm chiếm đất đai trong tương lai của Đức ở Ấn Độ [15]. Vào mùa xuân năm 1942, dưới ánh sáng của những chiến thắng của Nhật Bản ở Đông Nam Á và thay đổi các ưu tiên của Đức, một cuộc xâm lăng của Đức ở Ấn Độ đã trở nên không thể chấp nhận, và Bose trở nên quan tâm đến việc di chuyển đến Đông Nam Á. [16] Adolf Hitler, trong cuộc họp duy nhất của ông với Bose vào cuối tháng 5 năm 1942, đã gợi ý như vậy và đề nghị sắp xếp một tàu ngầm [17]. Trong thời gian này Bose cũng trở thành một người cha; Vợ ông,  hoặc bạn đồng hành, Emilie Schenkl, Người mà ông gặp vào năm 1934, đã sinh ra một cô bé gái vào tháng 11 năm 1942. Xác định mạnh mẽ với Phe Trục, và không còn phải xin lỗi, Bose lên tàu ngầm Đức vào tháng 2 năm 1943. Tại Madagascar, ông được chuyển sang một tàu ngầm của Nhật, từ đó ông xuống tàu vào Nhật Bản Sumatra tháng 5 năm 1943.
Với sự hỗ trợ của Nhật Bản, Bose đã cải tổ lại Quân đội Quốc gia Ấn Độ (INA), sau đó bao gồm các lính Ấn Độ thuộc quân đội Anh, người đã bị bắt trong trận Singapore. [20] Về sau, sau khi Bose đến, được bổ sung vào danh sách thường dân Ấn Độ ở Malaya và Singapore. Người Nhật đã đến để hỗ trợ một số chính phủ rối và tạm thời ở các vùng bị bắt, chẳng hạn như ở Miến Điện, Phi Luật Tân và Manchukuo. Không lâu trước đó, Chính phủ lâm thời của Ấn Độ Tự do, do Bose chủ tọa, được thành lập ở quần đảo Andaman và Nicobar bị Nhật chiếm đóng. [20] [21] [b] Bose có một sức mạnh và uy tín - tạo ra các khẩu hiệu nổi tiếng của Ấn Độ, Hind ", và INA dưới hình thức Bose là mô hình đa dạng theo khu vực, dân tộc, tôn giáo, và thậm chí giới tính. Tuy nhiên, Bose được người Nhật coi là không có tay nghề quân sự, và nỗ lực quân sự của ông chỉ tồn tại trong thời gian ngắn. Cuối năm 1944 và đầu năm 1945, Quân đội Ấn Độ đầu tiên dừng lại và sau đó tàn phá đảo ngược cuộc tấn công của Nhật Bản vào Ấn Độ. Gần một nửa lực lượng Nhật Bản và một nửa số quân đội INA tham gia đã bị giết. INA đã bị dời xuống bán đảo Mã Lai và đầu hàng với sự thu hồi của Singapore. Bose trước đó đã quyết định không đầu hàng với lực lượng của mình hoặc với người Nhật, mà là để trốn sang Mãn Châu để tìm kiếm một tương lai ở Liên Xô mà ông tin là sẽ chống lại Anh Quốc. Ông đã chết vì bị bỏng thứ ba khi máy bay của ông bị rơi tại Đài Loan. Một số người Ấn Độ không tin rằng vụ tai nạn đã xảy ra, [6] với nhiều người trong số họ, đặc biệt là ở Bengal, tin rằng Rằng Bose sẽ trở lại để giành được sự độc lập của Ấn Độ.
Quốc đại Ấn Độ, công cụ chính của chủ nghĩa quốc gia Ấn Độ, ca ngợi chủ nghĩa yêu nước của Bose nhưng lại tách rời khỏi chiến thuật và hệ tư tưởng của mình, đặc biệt là sự hợp tác của ông với chủ nghĩa Phát xít . Raj thuộc Anh, mặc dù không bao giờ bị đe dọa nghiêm trọng bởi INA, đã buộc tội 300 nhân viên INA bị phản bội trong các phiên xử INA, nhưng cuối cùng đã quay trở lại trong bối cảnh cả tình cảm phổ biến lẫn cuối cùng của chính họ.